# Outcast (videogioco)
Outcast è un videogioco in stile avventura dinamica sviluppato da Appeal e pubblicato da Infogrames nel 1999. È stato definito "gioco di avventura dell'anno" da GameSpot nel 1999.

## Trama
Nel 2007 il governo americano invia una sonda in un mondo parallelo. Qui la sonda inizia a mandare le immagini sulla terra ma una forma di vita intelligente, scoperta la sonda, la danneggia con un'arma provocando un'anomalia energetica che fa nascere sulla terra un gigantesco buco nero che minaccia di distruggere il pianeta. Per evitare che ciò accada un ex Navy SEAL, di nome Cutter Slade, viene inviato in questo mondo parallelo assieme ad altri tre scienziati (Marion Wolfe, William Kauffman e Anthony Xue).
Il loro obiettivo è quello di riparare la sonda e chiudere il buco nero ma, arrivato in questo mondo parallelo, Cutter Slade scopre di essere stato separato dagli altri e, inoltre, la popolazione di Adelpha, il nome del mondo parallelo, lo considera come il messia (Ulukai) il cui arrivo era stato annunciato da un profeta di nome Kazar, che poi si scoprirà essere William Kauffman, e che avrebbe liberato Adelpha dalla minaccia di Fae Rhan, malvagio re di Adelpha che si scopre essere Anthony Xue.
La missione principale di Cutter è quella di ritrovare i 5 mon, che per i Talan, il nome degli abitanti di Adelpha, sono reliquie lasciate da Kazar, ma in realtà sono 5 schede che servono per riprogrammare e riparare la sonda. Man mano che Cutter trova i Mon si ricongiungerà con Marion Wolfe e scoprirà che, in seguito ad un'anomalia temporale, lui e Marion erano arrivati su Adelpha a distanza di molti anni dopo Kauffman e Xue.
Il primo ad arrivare su Adelpha fu Kauffman e, al suo arrivo, sul pianeta regnava l'equilibrio e l'armonia. Fu visto come un profeta dai Talan e che chiamavano Kazar e predicava la pace e la non violenza. L'arrivo di Xue, cambiò la situazione. Egli venne a contatto con il Talan Fae Kroax e, insieme, radunarono molti Talan Fae e presero il controllo di Adelpha. Durante il Ne Seyat (evento dove entrambe le lune di Adelpha offuscano i relativi due soli) Fae Rhan uccise Kazar e così diventò il padrone incontrastato di Adelpha e Kroax diventò il capo dei soldati.
Questi terribili eventi gettarono nel caos i Talan e l'intero pianeta di Adelpha che subì, ad opera degli Yod (divinità superiori di Adelpha), diversi cambiamenti climatici in molte regioni che diventarono, in alcune zone, inospitali. I Talan, intanto, sono costretti a pagare pesanti tasse a Fae Rhan e a fornirgli continuamente cibo e elidium, un minerale che i Talan Fae possono usare come arma. In questo scenario arrivano Cutter e Marion e il primo viene ritrovato dai guardiani Dolotai, seguaci di Kazar, che lo riconoscono come il messia, l'Ulukai, di cui lo stesso Kazar aveva annunciato l'arrivo e lo aveva descritto come colui che avrebbe posto fine al regno di Fae Rhan.

## Adelpha
Adelpha è il nome del pianeta dove si svolgono i fatti di Outcast. È diviso in sette grandi regioni ed è popolato soprattutto dai Talan, popolazione che può sembrare più primitiva della nostra ma, in alcuni settori, sembra molto più avanzata.

### Regioni
Ci sono sette grandi regioni su Adelpha e solo una di queste non compare nel gioco. Le strade che uniscono queste regioni sono andate distrutte dopo l'ira degli Yod contro Fae Rhan e, quindi, per gli spostamenti si usano le Daoke, porte misteriose di cui anche i Talan ignorano quando e da chi sono state costruite.
RanzarÈ la regione dove si sveglia Cutter dopo essere stato recuperato dai guardiani Dolotai, seguaci di Kazar. È il rifugio di questi guardiani e, per questo, non c'è una vera e propria città ma solo qualche casa dove vivono i Dolotai. È una regione fredda e arida, ricoperta principalmente di neve.
ShamazaarÈ la regione dove vivono la maggior parte dei contadini Talan. Qui si coltiva il riss, cibo principale dei Talan che, però, viene spedito soprattutto a Kroax il quale lo usa per sfamare i suoi soldati. Shamazaar è anche la regione principale della religione Talan. Qui, infatti, ci sono i quattro templi, uno per ogni essenza dei Talan, che sono, però, costantemente sorvegliati dai soldati e il loro accesso è stato vietato e solo gli shamaz, sacerdoti dei Talan, possono entrarci, pur sempre con qualche ristrettezza. In uno di questi templi si trova uno dei 5 Mon.
TalanzarÈ il centro dell'economia di Adelpha. Un tempo era piena di vita ma, dopo l'avvento di Fae Rhan, è diventata una regione arida dove la popolazione si concentra nella città di Okriana che è la città più controllata dai soldati di tutta Adelpha, poiché è sede del palazzo di Fae Rhan, dove si trova un Mon. Okriana è circondata da una cinta muraria, costruita da Fae Rhan per evitare che le sabbie invadano e distruggano nuovamente la città.
OkasankarÈ una regione acquatica dove l'attività principale è la pesca dei sankar e dei sannegta (pesci principali di Adelpha). Il centro dell'economia è Cyana che è circondata da acque, che i sannegta rendono impraticabili a nuoto, e paludi, dove vivono gli Zeedog, piante carnivore molto pericolose. Qui si trova il Darosham, tempio Talan dove vengono effettuate le riconversioni (uccisioni) dei Talan di tipo Fae. Questa regione è formata da molte isole e in una di queste si trova un Mon.
MotazaarÈ una regione vulcanica e arida ed è la regione mineraria di Adelpha. Qui infatti i Talan estraggono l'Elidium, materiale che costituisce le armi dei soldati di Kroax. L'intenso sfruttamento del territorio ha portato al cedimento del terreno in molti punti provocando la morte di molti Talan e la fuoriuscita di lava. Non c'è molta flora, salvo alcune oasi e cactus ed è popolata da gamor, animali feroci paragonabili alle tigri terrestri. Il mon lo possiede lo shamaz locale.
OkaarÈ una regione boscosa di Adelpha ed è considerata sacra. Un tempo era il luogo di addestramento dei guardiani Dolotai ma, dopo l'avvento di Fae Rhan, è stato vietato l'accesso e per questo l'unica popolazione sono gli oogobar, lontani parenti dei Talan, qualche cacciatore e i soldati di Kroax. È una regione molto pericolosa soprattutto per i Gamor e l'Achondar, grande rettile che vive sotto terra. Il mon è nascosto nella caserma dei soldati.
KizaarÈ l'unica regione che non compare nel gioco. Cutter ne viene a conoscenza da un Talan di nome Zeo che vive a Shamazar. È la regione dove si sono rifugiati le donne e i bambini Talan all'arrivo di Fae Rhan. I bambini, divenuti adulti, abbandonano Kizaar per recarsi nelle altre regioni di Adelpha.

### Fauna
KrakitI Krakit sono grandi ragni che popolano Adelpha e si trovano spesso in gruppo di 3 o 5 elementi. Sono molto pericolosi poiché spruzzano un liquido acido dalla bocca.
GamorI gamor possono essere paragonati alle tigri o alle iene terrestri. Sono animali carnivori intelligenti che preferiscono attaccare in gruppo circondando la preda. Sono molto resistenti ai colpi delle armi da fuoco.
SankaarI Sankaar sono i comuni pesci di Adelpha e si possono trovare in ogni acqua del pianeta. Sembra che siano carnivori infatti non esitano ad attaccare una preda appena questa entra in acqua. Tuttavia il pericolo maggiore è il dorso, formato da spine.
SannegtaI Sannegta sono gli equivalenti degli squali terrestri. Sono molto pericolosi, infatti nuotare nelle acque infestate da questi pesci significa morte certa. Si trovano nelle acque di Okasankaar e i Talan, per tenerli lontani dalla città di Cyana, hanno installato alcune barriere galleggianti fatte con le feci dei Gorgor, grandi animali che questi pesci temono.
Twon-HaI Twon-Ha sono gli animali più presenti e sfruttati in tutta Adelpha. Hanno due zampe e un lungo collo con una bocca simile a quella di un formichiere. Vengono allevati per essere usati come animali da traino ma possono anche essere montati. A detta dei Talan, sono animali abbastanza stupidi. Per ottenerne il loro controllo i Talan usano il Gui, un pezzo di stoffa bagnato nel sudore di uno dei genitori del Twon-Ha, in questo modo il proprietario del Gui verrà seguito non appena l'animale percepirà l'odore, oppure ricorrono agli Hoti, frutto che cresce nella regione di Okaar e che i Twon-Ha adorano particolarmente.
VentilopeLe ventilopi sono volatili molto intelligenti che possono essere addestrate per portare carichi molto pesanti. Vengono usati principalmente dai soldati per bombardare alcune zone o per trasportare rifornimenti da una regione all'altra. Il loro campo, anche se non compare nel gioco, si trova a nord di Shamazaar. Come i Twon-Ha, possono essere montate.
ZeedogGli Zeedog sono piante carnivore che popolano le paludi di Okasankar. Sono molto pericolose sia da lontano, in quanto sparano una sostanza dalla bocca ad alta velocità, sia da vicino, poiché il loro morso è letale. Alla loro morte sputano una ghiandola che è usata dai Talan per riparare o unire alcuni oggetti.
GorgorI Gorgor sono dei giganteschi animali carnivori leggendari, molto simili ai dinosauri. Nel gioco ne troviamo uno ma scopriamo che un tempo erano le prede preferite dei cacciatori che consideravano la loro sconfitta come segno di gloria per loro.
AchondarL'Achondar è un animale leggendario che vive nella regione di Okaar. Vive sotto terra ed è completamente cieco ma ha un udito molto sviluppato, infatti è capace di sentire il movimento in superficie e qualsiasi fonte di calore quando si trova sotto terra. Ha un colore rossastro ed ha un lungo collo e, dalla bocca, sputa un liquido che esplode al contatto con il suolo.

## Flora
Sono molte le piante ed i frutti che si possono trovare su Adelpha. Ogni regione ha diverse tipologie di piante (eccetto alcune che sono comuni a tutte le regioni).
Elidum verdeAnche se in realtà si tratta di un cristallo, può essere ugualmente considerato come pianta data la sua crescita spontanea. Questo cristallo si trova dappertutto su Adelpha e la sua unica finalità pratica è quella di essere utilizzato come materiale per ricreare le munizioni delle armi di Slade.
Elidum rossoIdentico alla sua variante verde solo molto più raro.
Pianta medicinaleÈ presente in tutte le regioni di Adelpha e, una volta ingerita, ha la capacità di aumentare momentaneamente la salute. Si trova per di più sui templi di Shamazar e sulle case di Talanzar e Motazar.
Frutto dell'albero di FaeSi può trovare solo in tre regioni: a Shamazar, nel tempio di Fae; a Talanzar, all'interno del palazzo di Fae Rhan; ad Okaar, in varie parti della foresta. È un frutto che cade spontaneamente dal suo albero esplodendo al contatto con il suolo. Può essere utilizzato per creare munizioni del lanciagranate LN-DUO 500.

## I Talan
I talan sono gli abitanti principali di Adelpha. Si distinguono tra di loro per l'essenza che possiedono. Infatti i Talan, al raggiungimento della maturità, ricevono dagli Yod (le divinità di Adelpha) una delle quattro essenze: Fae, Ka, Eluee, Ghanda.

### L'essenza
FaeL'essenza del fuoco. Sono gli unici che possono utilizzare le armi di elidium poiché, in queste, si raccoglie parte dell'essenza che poi lanciano contro il nemico. Questi Talan prima formavano i Guardiani Dolotai, i protettori di Adelpha e degli Yod, ma, dopo l'arrivo di Fae Rhan, la maggior parte sono diventati soldati o cacciatori e solo in pochi sono rimasti guardiani. I Talan Fae devono morire in battaglia altrimenti l'essenza non ritorna agli Yod e, per questo, è stato costruito il Darosham, nel quale si trova una fiamma che, nel caso un Talan Fae muoia di morte naturale, brucia il corpo di questo liberando l'essenza.
KaL'essenza del vento. I Talan che posseggono questa essenza sono rari e i pochi che ce l'hanno sono gli shamaz, ossia i sacerdoti. Si possono trovare 1 o 2 shamaz per regione. Questi possono usare la loro essenza per curare i Talan e lo stesso Cutter, rimarginando tutte le ferite. Tuttavia, alla fine del gioco, si vede come gli Shamaz possano usare la loro essenza anche per attaccare. Se vengono uccisi, la loro essenza insegue l'assassino e lo avvolge uccidendolo. Se invece muoiono naturalmente la loro essenza deve andarsene tramite uno speciale rituale eseguito da altri shamaz.
GhandaL'essenza della terra. È l'essenza più diffusa su Adelpha e ce l'hanno i contadini, minatori, pescatori e mercanti ma si può trovare anche negli inventori.
ElueeL'essenza dell'acqua. I Talan che possiedono questa essenza possono eccellere in un campo tecnico come l'artista, il musicista, l'intagliatore, l'artigiano e il ricreatore. Il ricreatore è uno dei personaggi più utili di tutto il gioco. Infatti possono fare munizioni per le armi di Cutter se questi gli porta alcuni materiali.

### Tipi di Talan
GuardianoI guardiani si riconoscono per una tunica marrone che hanno addosso. I capi dei Guardiani hanno una sciarpa rossa attorno al collo, segno del loro alto rango. Si trovano nella regione di Raanzar. Un tempo erano i protettori di Adelpha e degli Yod, ma dopo l'avvento di Fae Rhan sono diventati principalmente soldati al servizio d Kroax. Coloro che non si sono sottomessi a Kroax e a Fae Rhan hanno formato la "resistenza" di Adelpha. Hanno l'essenza Fae.
ContadinoI contadini sono vestiti in modo simile agli antichi contadini cinesi e si riconoscono soprattutto per un cappello a forma di cono. La loro attività principale è raccogliere il riss o addestrare Twon-Ha e si trovano soprattutto a Shamazaar. Hanno l'essenza Ghanda.
MercanteSono avidi e meschini e pensano solo ad accumulare zorkin (la moneta di Adelpha) in quantità. Sono abbastanza grassi e hanno un turbante bianco in testa. Alcuni di loro possono vendere armi, munizioni e oggetti indispensabli a Cutter. Si trovano principalmente a Okriana e hanno l'essenza Ghanda.
MendicanteIl mendicante è un Talan che passa la sua vita a mendicare zorkin ai passanti. Tuttavia non tutti i mendicanti sono poveri. Sono completamente a torso nudo e hanno una gonna. Si trovano in ogni parte di Adelpha e hanno l'essenza Ghanda o Eluee
PescatoreSono abili navigatori che basano la loro vita sulla pesca. Sono completamente avvolti in una tunica che copre tutto il corpo tranne il volto. Si trovano principalmente a Okasankaar e hanno l'essenza Ghanda.
SchiavoSono Talan che Fae Rhan usa nelle miniere di Elidium a Motazar. Sono completamente nudi salvo per un panno bianco che li avvolge in basso. Hanno inoltre un collare di ferro al collo, simbolo della schiavitù. Alcuni di questi schiavi sono anche ricreatori e vengono utilizzati per intagliare l'elidium e formare le armi per i soldati di Kroax. Si trovano in tutta Adelpha e hanno l'essenza Ghanda o Eluee.
SoldatoHanno l'essenza Fae e sono divisi in tre tipi in base al rango e alle armi.
I soldati semplici sono a torso nudo e si occupano principalmente di proteggere i trasporti tra le varie regioni. I soldati "alti" hanno tuniche gialle o rosse e si occupano della protezione delle caserme sparse per tutta Adelpha e formano la forza d'assalto dell'esercito di Kroax.
I generali, tra cui Kroax, sono vestiti con un'armatura metallica e sono pesantemente armati.
ShamazGli shamaz si occupano della religione di Adelpha e possiedono dei poteri speciali come la capacità di rimarginare le ferite. La maggior parte di loro è stata uccisa da Fae Rhan che li riteneva troppo pericolosi ma, per via delle loro capacità, ne sono stati risparmiati alcuni. Nel gioco se ne incontrano sette, 2 a Motazaar e Shamazaar, 1 a Talanzaar, Okasankaar e Okaar. Hanno l'essenza Ka.
CacciatoriI cacciatori hanno l'essenza Fae e sono, in alcuni casi, ex Guardiani Dolotai che hanno scelto di non diventare soldati. Vivono cacciando nelle foreste di Okaar. Nel gioco se ne incontrano 2: Oru a Okasankaar e Kyrin a Okaar. Hanno l'essenza Fae.
RicreatoriI ricreatori sono talan che usano la loro essenza, nonché la loro abilità, nel forgiare le armi per i soldati. Ne è presente uno per ogni regione, facilmente individuabili dal rumore del loro martello battente su di un'incudine. Essi possono creare munizioni per le armi di Cutter solo se gli verranno mostrate cartucce originali e solo se riceveranno il materiale adatto. La loro essenza è la stessa degli schiavi di Motazar.
OogbaarGli oogobar sono probabilmente antichi parenti dei talan. È una popolazione primitiva di colore blu che vive nella foresta di Okaar. Fanno spesso sacrifici umani e i corpi vengono dati, come offerta, all'Achondar, considerato da questi uno Yod. Sono senza essenza.

## Le Armi di Cutter
Sono sei le armi che Cutter può usare per attaccare nel gioco, oltre ad altri oggetti come ad esempio la dinamite. Queste armi possono variare di livello diventando più potenti.
HK-P12È una semplice pistola ed è l'unica arma che Cutter ha dall'inizio del gioco. Ha due livelli. Il primo consente di avere un caricatore di 6 colpi, il secondo di 12.
UZA-SH1È una pistola che lancia proiettili a ripetizione che lasciano una scia di fumo alle loro spalle, per questo vien detta "tracciante". Ha tre livelli. Il primo è quello standard. Il secondo permette di lanciare i proiettili a velocità molto più elevata del primo ma l'arma si surriscalda in fretta e bisogna aspettare che si raffreddi. Il terzo livello spara proiettili a velocità del primo, ma questi possono rimbalzare una volta contro le pareti con la possibilità di colpire il nemico nel caso il colpo non fosse andato a segno.
SLNT-BÈ un'arma che lancia delle cariche di sedativo che addormentano il nemico per un tempo limitato. Ci sono tre livelli. Più è alto il livello più aumenta l'effetto del sedativo.
HAWK-MK8È probabilmente l'arma più potente del gioco. È un'arma che lancia enormi proiettili perforanti che possono uccidere al primo colpo. Ha bisogno di alcuni secondi per essere carica ma può sparare anche proiettili a ripetizione. È l'unica arma dove, per farla aumentare di livello, non bisogna rivolgersi ai mercanti. Infatti un intagliatore può inserirvi un pezzo di elidium bianco. Ha 3 livelli. Il primo ha 2 caricatori ed ha un colore verde. L'arma si carica lentamente e usa 1 proiettile. Il secondo ha 4 caricatori ed ha un colore giallo. L'arma si carica a media velocità e usa 2 proiettili. Il terzo ha 6 caricatori ed ha un colore azzurro. L'arma si carica velocemente e usa 3 proiettili.
LN-DUO 500È una pistola lancia missili. Ha tre livelli. Nel primo i missili possono essere lanciati a corta distanza ed esplodono appena qualcuno gli passa vicino. Nel secondo livello i missili vengono lanciati a media distanza ed esplodono qualche secondo dopo essere stati lanciati. Nel terzo i missili vengono lanciati a grande distanza ed esplodono appena toccano il suolo.
FT 74-XÈ un lanciafiamme di tre livelli che modificano la lunghezza della fiamma.

## Il Gioco

### Tecnologia
Il gioco usa una combinazione di un motore di paesaggio del heightmap, programma che serve a rendere le altezze, e di un motore del poligono per rendere i relativi oggetti e texture.
È stato scelto l'Heightmap poiché le prestazioni del gioco non sono colpite anche se ci sono superfici irregolari o curve permettendo così di avere un paesaggio più dettagliato senza recare danni alla fluidità del gioco.
Anche l'utilizzo di un motore del poligono serve per mantenere alte le prestazioni.
Outcast è caratterizzato da effetti come le ombre, la profondità del campo e i riflessi. L'anti-aliasing è usato per lisciare determinati contorni di struttura. Le superfici dell'acqua sembrano sia traslucide che riflettenti, sembra che riflettano l'ambiente circostante e appaiono increspate con le onde. Il grado della traslucidità dipende dall'angolo di osservazione, più l'angolo è verticale più sono forti i riflessi. Altri dettagli importanti, abbastanza curati, sono la fioritura, la neve cadente, il fuoco, le esplosioni e il riflesso del sole. Tutti questi dettagli presi insieme avrebbero paralizzato persino la scheda dei grafici più avanzata ai tempi dell'uscita, ed infatti è quello che è successo, per questo Outcast è considerato essere un gioco più avanzato rispetto a quel tempo. Questo anche perché, per ottenere le massime prestazioni, bisognava avere un sistema molto più avanzato di quelli che c'erano in quel periodo, infatti Outcast si adatta perfettamente ai sistemi di oggi.

### L'intelligenza Artificiale
L'intelligenza artificiale (IA) è stata considerata rivoluzionaria all'uscita. È stata basata su un motore brevettato rinominato GAIA (Game Artificial Intelligence with Agents) che è stata composta da un insieme delle biblioteche di C++ che hanno fornito il controllo specializzato dei caratteri del gioco basati sulla ricerca nell'IA distribuita. L'intelligenza è rappresentata come eccedenza distribuita di attività, un insieme di alcune procedure autonome denominate agenti. Un agente usa le abilità, quale l'udito, la vista, le acrobazie, per completare le missioni assegnate. Questi agenti possono interagirsi e perfino competere a vicenda per realizzare un'operazione complessa.

### Il salvataggio
Il gioco usa un modo nuovo per salvare la partita. Infatti all'inizio del gioco Cutter Slade riceve un cristallo, detto Gamasaav, che può salvare la sua essenza e nel caso in cui muoia può ricostituirla nell'ultimo punto in cui è stata salvata. Quest'oggetto si può utilizzare, però, lontano dai pericoli poiché per attivarla Cutter deve stare immobile e, inoltre, produce anche un suono e una luce che possono allarmare i soldati.

## Seguito
Un seguito, Outcast II, originalmente era in fase di sviluppo per la PlayStation 2 della Sony. Durante lo sviluppo, Appeal è stata costretta a sospendere tutto. Questo perché Appeal stava inviando i fondi monetari al loro editore per contribuire a rifinire il gioco per l'uscita, ma questa richiesta è stata respinta.
Tuttavia un gruppo di appassionati di Outcast, denominati Eternal Outcasts, stavano creando un seguito del gioco denominato Open Outcast per mezzo del motore Crystal Space 3D. Il piano originario voleva che il gioco fosse pubblicato per Dreamcast, ma quando la società che lo produceva è fallita, lo sviluppo di questo gioco è stato interrotto.
Il 15 marzo 2024 è stato pubblicato un sequel, Outcast - A New Beginning per PlayStation 5, Xbox Series X/S e Microsoft Windows.

## Reboot
Nel 2014 gli sviluppatori del gioco originale hanno annunciato la loro intenzione di realizzare un reboot in HD, ma la campagna di crowdfunding appositamente creata non ha raggiunto il traguardo necessario. È stata comunque pubblicata una versione del gioco chiamata Outcast 1.1 che presenta piccole migliorie grafiche e di interfaccia rispetto all'originale. Il 14 novembre 2017 è stato lanciato un remake, chiamato Outcast: Second Contact, sviluppato sempre da Appeal e pubblicato da Bigben Interactive per Microsoft Windows, PlayStation 4 e Xbox One.